# Сужење носног дела ждрела
Сужење носног дела ждрела (СНЖ) или назофарингеална стеноза  се дефинише као аномалија између горњег дела ждрела који се налази између хоанае носне шупљине и орофаринкса (ниво задње границе меког непца). Стенозе овог подручја су ретке. Ова сужења су класификоване према њиховој етиологији, и могу бити примарна (кео део процеса болести) или секундарна (јатрогена). Међутим, сматра се да је већина тренутних случајева секундарна након тонзилектомије, аденоидектомије, увулопалатопластике или радиотерапије за карцином назофарингеалног карцинома.
Због високе учесталости рецидива, лечење овог стања је изазовно. Чак и уз оптимално планирање и хируршку технику, многи пацијенти захтевају поновљене операције да би добили задовољавајући резултат. Због тога се непрестано покушавају многи модалитети лечења за излечење овог проблема.
Сужење носног дела ждрела  не треба мешати са атрезијом хоана. Атрезија хоана је урођени деформитет који узрокује уске или потпуно зачепљене дисајне путеве у хоанама који се често протежу у носну шупљину, и у начелу укључује коштану компоненту. Супротно томе, сужење носног дела ждрела, по дефиницији, је изван носне шупљине, није урођена аномалија и узрокована је ожиљним ткивом који је секундарно узрокованом процесом болести или траумом.

## Релевантна анатомија
Носни део ждрела (назофарингс) лежи иза носа, са којим су његова облога и шупљине непрекидне. Има произвољно фиксиран доњи ниво на задњој ивици меког непца. Коштани горњи и задњи зид чине конкавност састављену од тела клинасте кости изнад и атласа и осовинских вратних пршљенова испод. Слузокожа и субмукоза носног дела ждрела (назофаринкса) одвојени су од ових коштаних структура ретрофарингеалним простором, слојем веома лабавог везивног ткива.

## Етиологија
Већина случајева сужење носног дела ждрела  узрокована је нестручним операцијама и постхируршким ожиљцима. Претерано ентузијастичне аденоидектомије или увулопалатопластике су уобичајене операције које доводе до сужења носног дела ждрела. Међутим, тонзилектомије, операције меког непца и фарингеалне операције за лечење велофарингеалне некомпетентности такође могу изазвати сужење носног дела ждрела. Литература пре 1929. извештава да је већина случајева била последица гума терцијарног сифилиса уста, ждрела и непца и третмана ових лезија каустичним хемикалијама.
Пријављено је и 9 случајева сужења носног дела ждрела код деце након аденоидектомије КТП ласером, као и неколико случајева сужења носног дела ждрела након радиотерапије код  карцином назофаринкса. [10, 3, 4, 2, 11] Остали ретки узроци у литератури укључују риносклером, лупус, дифтерију, шарлах, булозни пемфигоид, туберкулозу и киселе опекотине.